# Birger, o Sorridente
Birger, cognominado nas fontes islandesas do século XIV como o Sorridente (Brosa), nasceu em data e local incertos e faleceu na ilha de Visingsö, no Lago Veter em 9 de janeiro de 1202. Foi um jarl da Suécia entre 1174 e 1202. Era filho de Bengt Snivil. Em textos medievais ele é chamado de conde dos suecos e conde dos suecos e dos godos. Sua família, a Dinastia Folkung, passou por um período de fortalecimento na sua época.

## Vida
Birger foi o homem mais poderoso da província de Gotalândia Oriental. A sede de seus domínio nessa província era Bialbo, mas também era conde das províncias de Nerícia, Varmlândia e possivelmente também uma parte de Sudermânia.
Parece que Birger foi um fator importante para o estabelecimento da paz na Suécia durante as lutas entre a Casa de Érico e a Casa de Suérquero, famílias rivais que competiam pelo trono. Quando faleceu o rei Canuto I da Suécia, da Casa de Érico, Birger apoiou a ascensão de Suérquero II (Sverker II), da rival Casa de Suérquero, ao governo. Ainda assim, os filhos de Canuto permaneceram na corte na qualidade de príncipes e com direitos na linha de sucessão.
Foi uma pessoa importante nos acontecimentos históricos da Escandinávia. Tanto na Noruega como na Dinamarca havia muitas lutas e diversos pretendentes aos tronos desses países, que logo buscaram o apoio de Birger. Na Noruega, apoiou Osteno, o Donzelo e Sverre, que eram parentes da sua esposa.
Logo após a sua morte, a frágil paz na Suécia acabou e recomeçaram os conflitos entre as casas rivais.